# 92 Undina
Undina /ʌnˈdaɪnə/ (từ tiếng Latinh Undīna), định danh hành tinh vi hình: 92 Undina là một tiểu hành tinh lớn ở vành đai chính. Nó có suất phản chiếu (cường độ phản chiếu ánh sáng) cao bất thường và là tiểu hành tinh loại M. Tiểu hành tinh này do Christian Peters phát hiện ngày 7 tháng 7 năm 1867 từ Đài quan sát Đại học Hamilton và được đặt theo tên nữ anh hùng Undine, trong truyện ngắn của Friedrich de la Motte Fouqué.
92 Undina là thành viên của nhóm tiểu hành tinh Veritas, được hình thành từ 8 triệu năm trước.